# Petros Màrkaris
Petros Màrkaris (en grec: Πέτρος Μάρκαρης) (Istanbul, 1 de gener de 1937) és un escriptor i guionista grec, de pare armeni i mare grega.

## Biografia
Després de cursar l'educació primària a l'escola grega d'Istanbul, va fer els estudis secundaris al col·legi austríac de la ciutat i, posteriorment, va estudiar ciències econòmiques a Viena i Stuttgart, fet que el porta a afirmar sovint que la seva cultura és alemanya i no grega. L'any 1967, a l'edat de trenta anys, quan es produeix a Grècia l'arribada al poder dels coronels i la imposició per aquests d'una fèrria dictadura militar, decideix traslladar-se a viure a Atenes. Amb la caiguda de la dictadura (1974), adopta la nacionalitat grega. En una primera etapa, fruit del seu ampli coneixement de la cultura alemanya, es dedica a la traducció al grec d'autors com Bertolt Brecht, Thomas Bernhard o Arthur Schnitzler, o del Faust de Goethe. Ha col·laborat assíduament amb el director de cinema Theo Angelópulos. Però el que li ha donat fama han estat les novel·les de gènere negre protagonitzades pel comissari Kostas Kharitos, un desenganyat policia atenès que serveix a Màrkaris per fer una representació crítica, que ell qualifica de brechtiana, de la societat actual. Precisament la seva novel·la Amb l'aigua fins al coll, en la qual les víctimes són banquers i gent vinculada al món de les finances, comença amb una citació de Bertolt Brecht: “¿Què és l'atracament d'un banc, comparat amb la seva fundació?”. La seva obra s'insereix en la tradició de novel·la negra del sud d'Europa, amb els referents de Manuel Vázquez Montalbán, Leonardo Sciascia i Andrea Camilleri.

## Novel·les
- Nυχτερινό δελτίο (Notícies de la nit, 1995). Traducció castellana d'Ersi Samarà (Noticias de la noche). Ediciones B - Grupo Z. Barcelona 2000.
- Άμυνα ζώνης (Defensa tancada, 1998). Traducció castellana d'Ersi Samarà (defensa cerrada). Ediciones B - Grupo Z. Barcelona 2001.
- Ο Τσε αυτοκτόνησε (Suïcidi perfecte, 2003). Traducció catalana de Joaquim Gestí i Montserrat Franquesa. Tusquets Editors, Barcelona 2012. ISBN 978-84-8383-431-2.
- Βασικός Μέτοχος (L'accionista principal, 2006). Traducció catalana de Joaquim Gestí i Montserrat Franquesa. Pagès Editors, Lleida 2007. ISBN 978-84-9779-542-5.
- Παλιά, Πολύ Παλιά (Mort a Istanbul, 2008). Traducció catalana de Joaquim Gestí i Montserrat Franquesa. Tusquets Editors, Barcelona 2009. ISBN 978-84-8383-124-3.
- Ληξιπρόθεσμα Δάνεια (Amb l'aigua fins al coll, 2010). Traducció catalana de Joaquim Gestí i Montserrat Franquesa. Tusquets Editors, Barcelona 2011. ISBN 978-84-8383-360-5.
- Περαίωση (Liquidació final, 2011). Traducció catalana de Joaquim Gestí i Montserrat Franquesa. Tusquets Editors, Barcelona 2012. ISBN 978-84-8383-446-6.
- Ψωμί, Παιδεία, Ελευθερία (Pa, educació, llibertat, 2012). Traducció catalana de Joaquim Gestí i Montserrat Franquesa. Tusquets Editors,Barcelona 2013. ISBN 978-84-8383-494-7.
- Τίτλοι Τέλους, (Fins aquí hem arribat, 2014). Traducció catalana de Joaquim Gestí i Montserrat Franquesa. Tusquets Editors, Barcelona 2015. ISBN 978-84-9066-074-4.
- Τριημερία και άλλα διηγήματα (Tres dies i altres històries, 2015). Traducció catalana de Joaquim Gestí i Montserrat Franquesa (títol: La mort d'Ulisses). Tusquets Editors, Barcelona 2016. ISBN 978-84-9066235-9.
- Η εποχή της υποκρισίας (L'hora dels hipòcrites, 2020). Traducció catalana de Joaquim Gestí i Montserrat Franquesa. Tusquets Editors, Barcelona 2020. ISBN 978-84-9066-809-2.
- Σεμινάρια φόνων (Universistat per a assassins, 2019). Traducció catalana de Joaquim Gestí i Montserrat Franquesa. Tusquets Editors, Barcelona 2020. ISBN 978-84-9066-677-7.

## Filmografia
Ha col·laborat amb el director de cinema Theo Angelópulos en:
- Alexandre el Gran (1980, Lleó d'Or a la Mostra Internacional de Cinema de Venècia)
- La mirada d'Ulisses (1995, Gran Premi del Jurat al Festival de Cannes)
- L'eternitat i un dia (1998, Palma d'Or al Festival de Cannes)
- Eleni (2004)

i amb Yeşim Ustaoğlu en: 
- Esperant els núvols (2004)

## Premis
- 2012: Premi Pepe Carvalho de novel·la negra[4]
- 2013: Medalla Goethe[5]